# Лемуан, Жон Маргерит Эмиль
Жон Маргерит Эмиль Лемуан (фр. John-Marguerite-Emile Lemoinne, 1815—1892) — французский публицист и политический деятель, член французской академии.

## Биография
Жон Маргерит Эмиль Лемуан родился 17 октября 1815 года в городе Лондоне.
Приобрел большую известность статьями об Англии, печатавшимися с 1840 года в «Journal des débats». При империи Лемуан сделался редактором этой газеты и в ежедневных передовых статьях поддерживал орлеанистскую политику; после 1870 г. он перешёл на сторону республики, был избран сенатором в 1880 году и примкнул к левому центру.
В журналистике он до самой смерти сохранял почетное положение. Преемник Лемуана в академии, Брюнетьер, в своей вступительной речи дал яркую характеристику Лемуана, в котором он видит идеал журналиста по умению быть неприступным и необщительным и потому независимым в своих суждениях от публики и её симпатий; он превозносил также широкую философскую и научную эрудицию Лемуана.
Жон Маргерит Эмиль Лемуан умер 13 декабря 1892 года в городе Париже.